# Menschenrechtsbewegung
Eine Menschenrechtsbewegung ist eine soziale Bewegung gegen das Missachten der Menschenrechte der Bürger eines Staates. Diese unabhängigen bürgerlichen Bewegungen richten sich gegen politische Entscheidungen eines Staates, die den sozialen und ökonomischen Wohlstand der Bürger hierarchisch, abgrenzend oder gewaltsam verletzen. Menschenrechtsbewegungen legen ihren Fokus hauptsächlich auf das Recht eines Menschen im Allgemeinen, also nicht nur basiert auf die bürgerlichen Rechte, sondern das Recht, das ein Mensch allein vom Sein hat, und wie dies von der Politik des jeweiligen Staates beeinflusst bzw. beeinträchtigt wird.

## Geschichte
Die ersten einflussreichen Versuche, Menschenrechte einzufordern, besonders bezogen auf die Behandlung von Menschen ohne Qual und Todesstrafe, ohne Diskriminierung aufgrund von Hautfarbe oder Herkunft, begannen in den 1960er Jahren in den Vereinigten Staaten und verbreiteten sich im Verlauf der darauf folgenden Jahrzehnte weltweit. Die Ziele der Menschen bzw. Bürger, die an diesen sozialen Bewegungen teilnahmen, waren die Menschenrechte in den USA erst zu verbessern, sodass sie den von der Internationalen Föderation der Menschenrechtsliga in den 1930er Jahren entstandenen Grundsätzen entsprechen, und die Veränderung der darauf bezogenen Politik in den USA zu bewirken und sie unter internationaler Beteiligung zu beaufsichtigen. Im späteren Verlauf wurde von vielen neuen Menschenrechtsgruppen und Institutionen auf die mehr Länder-spezifischen Probleme der Menschenrechte Fokus gelegt. Darunter fallen Rassismus in anderen Ländern, Kriegsverbrechen, z. B. in Äthiopien und beim Russischen Überfall auf die Ukraine 2022, und Sklaverei. Am 7. Oktober 2022 gab das Nobelkomitee in Oslo bekannt, dass der belarussische Menschenrechtsanwalt Ales Bjaljazki, die russische Menschenrechtsorganisation Memorial und die ukrainische Organisation Center for Civil Liberties den Friedensnobelpreis erhalten.